# Cornelius Gurlitt (kunsthistoriker)
 Der er flere personer med dette navn, se Cornelius Gurlitt.
Cornelius Gurlitt (født 1. januar 1850, død 17. juni 1938) var en tysk kunsthistoriker og søn af maleren Louis Gurlitt.
Gurlitt, en vidtspændende, solid og meget produktiv kunsthistorisk forfatter, blev 1893 professor ved den tekniske højskole i Dresden. Blandt hans værker er: Geschichte des Barockstiles, des Rokoko und des Klassicismus (3 bind, 1886-89), Andreas Schlüter (1891), Die Baukunst Spaniens (3 bind, 1895-99), Die Baukunst Frankreichs (1899-1900), Die deutsche Kunst des 19. Jahrhunderts (1899, 3. oplag 1907), Geschichte der Kunst (2 bind, 1902). Endelig kom det store værk Kirchen fra 1906 og frem; fra 1905 redigerede han monografisamlingen Die Kultur.